# Anslagstavla

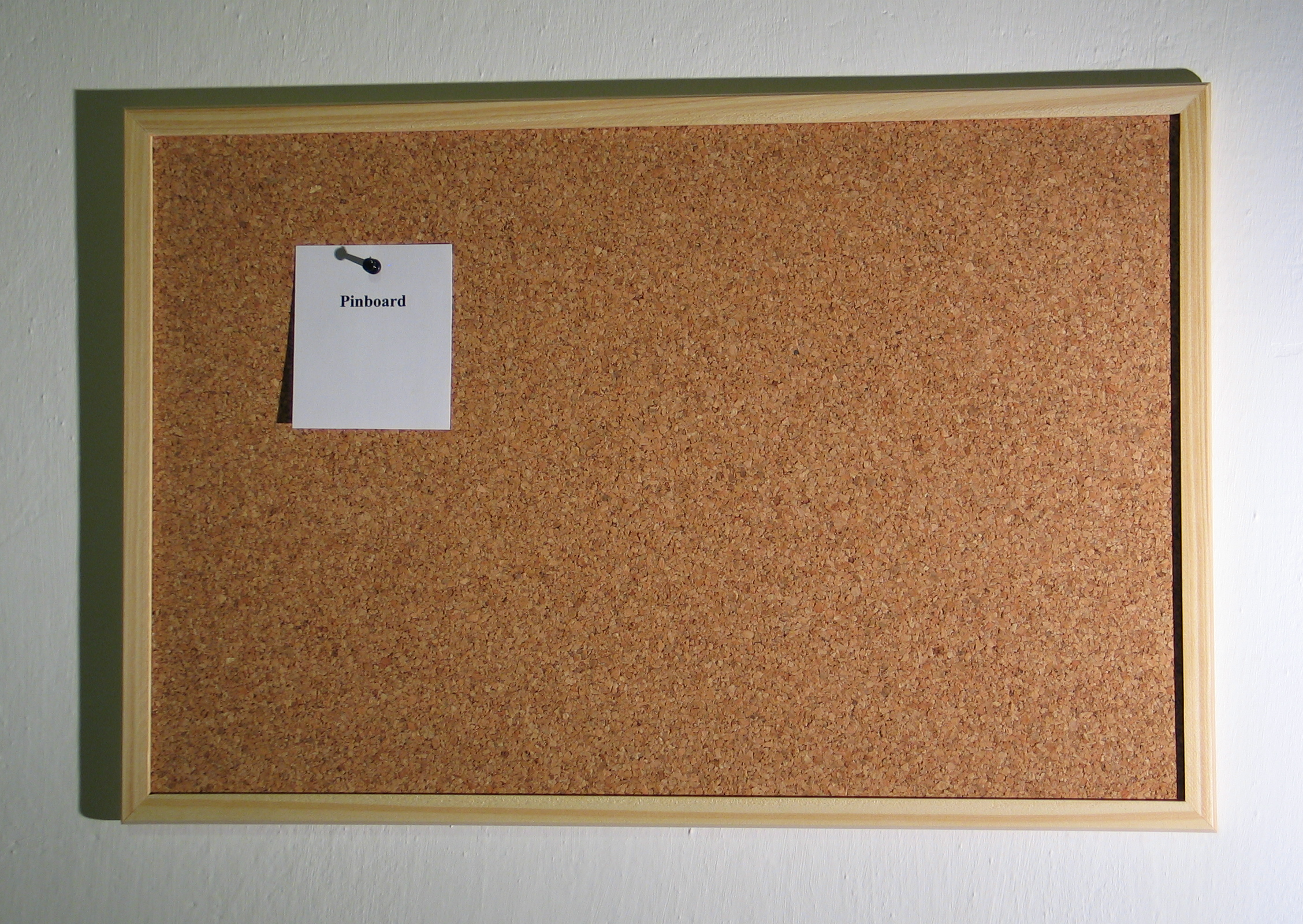
En anslagstavla för hemmet med en fastnålad lapp.

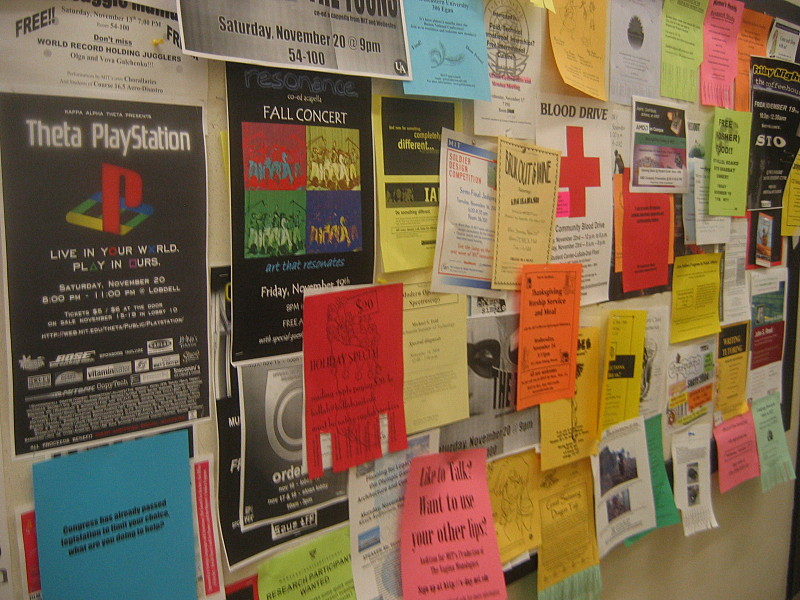
En välfylld offentlig anslagstavla.

Anslagstavla kallas en rest fästtavla, ibland platt, ibland kurformad, som används för att sätta upp  anslag: uppfästa (uppspikat, uppnålat, upphäftat) skriftliga meddelanden eller tillkännagivanden. Anslagstavlor förekommer både i hemmet och på många offentliga platser, exempelvis i livsmedelsaffärer, skolor, föreningslokaler, utomhus, och inte minst på kontor och i arbetsrum.
En offentlig anslagstavla används för att sprida information och eventuellt annonser, medan en privat kan innehålla allt ifrån information och minneslappar till fotografier, pins, tidningsurklipp och almanacka.

Anslagstavlor tillverkas ofta av kork eller filt för att man enkelt ska kunna byta ut anslag, utan att därvid förstöra själva tavlan. Anslagen kan fästas med antingen häftstift, knappnålar, häftklammer eller tejp beroende på anslagstavlans tillverkningsmaterial. Det finns även digitala anslagstavlor på exempelvis offentliga webbplatser som fyller samma funktion.
En informationstavla kan påminna om en anslagstavla, men med skillnaden att den är reserverad för mer permanent information såsom kartor, tidtabeller eller turistinformation. Informationstavlor är ofta inglasade eller inplastade och förekommer på diverse offentliga platser där människor passerar.
Ordet "anslagstavla" finns belagt i svenska språket sedan 1789.

## Galleri

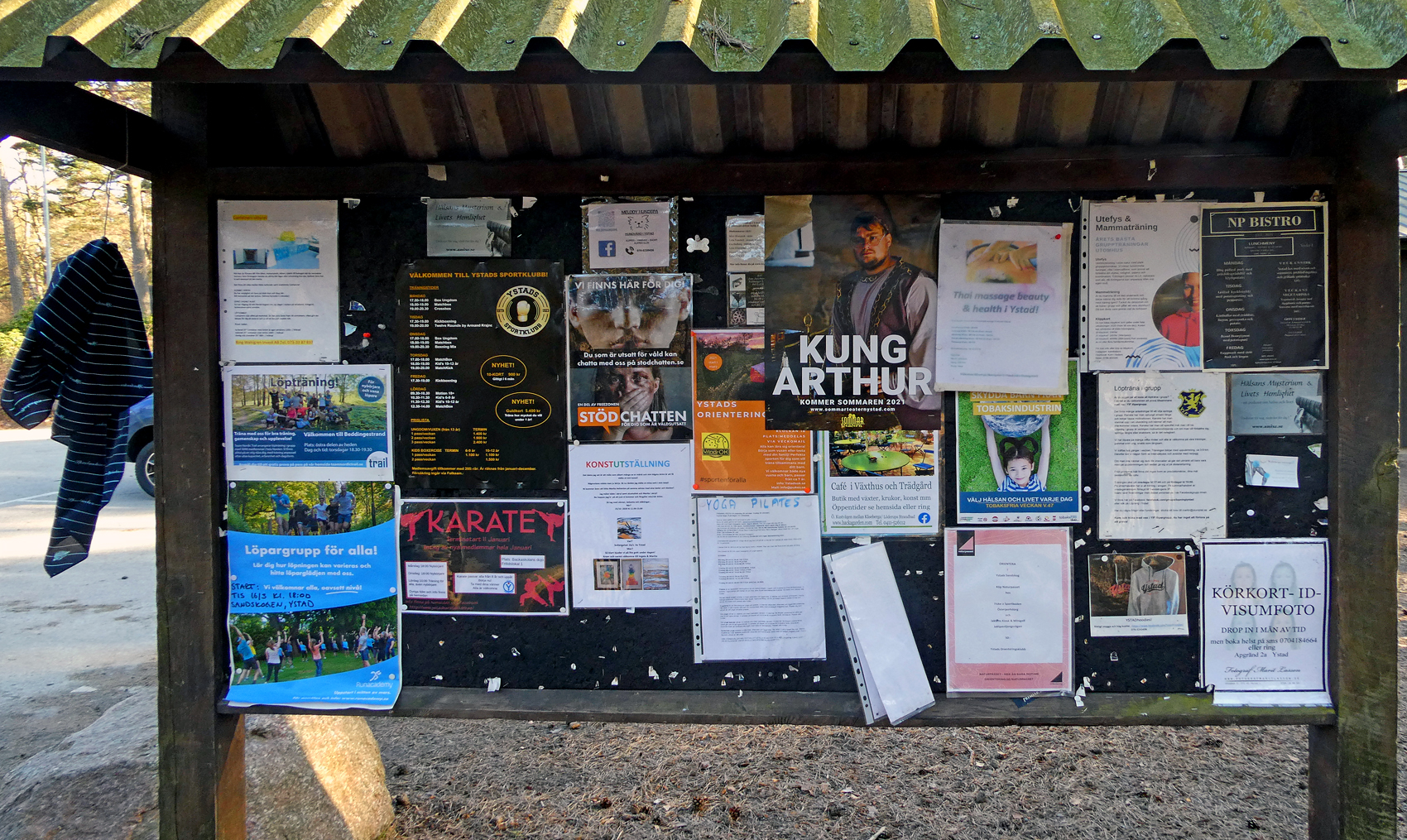
En offentlig anslagstavla i Ystads sandskog 2021.
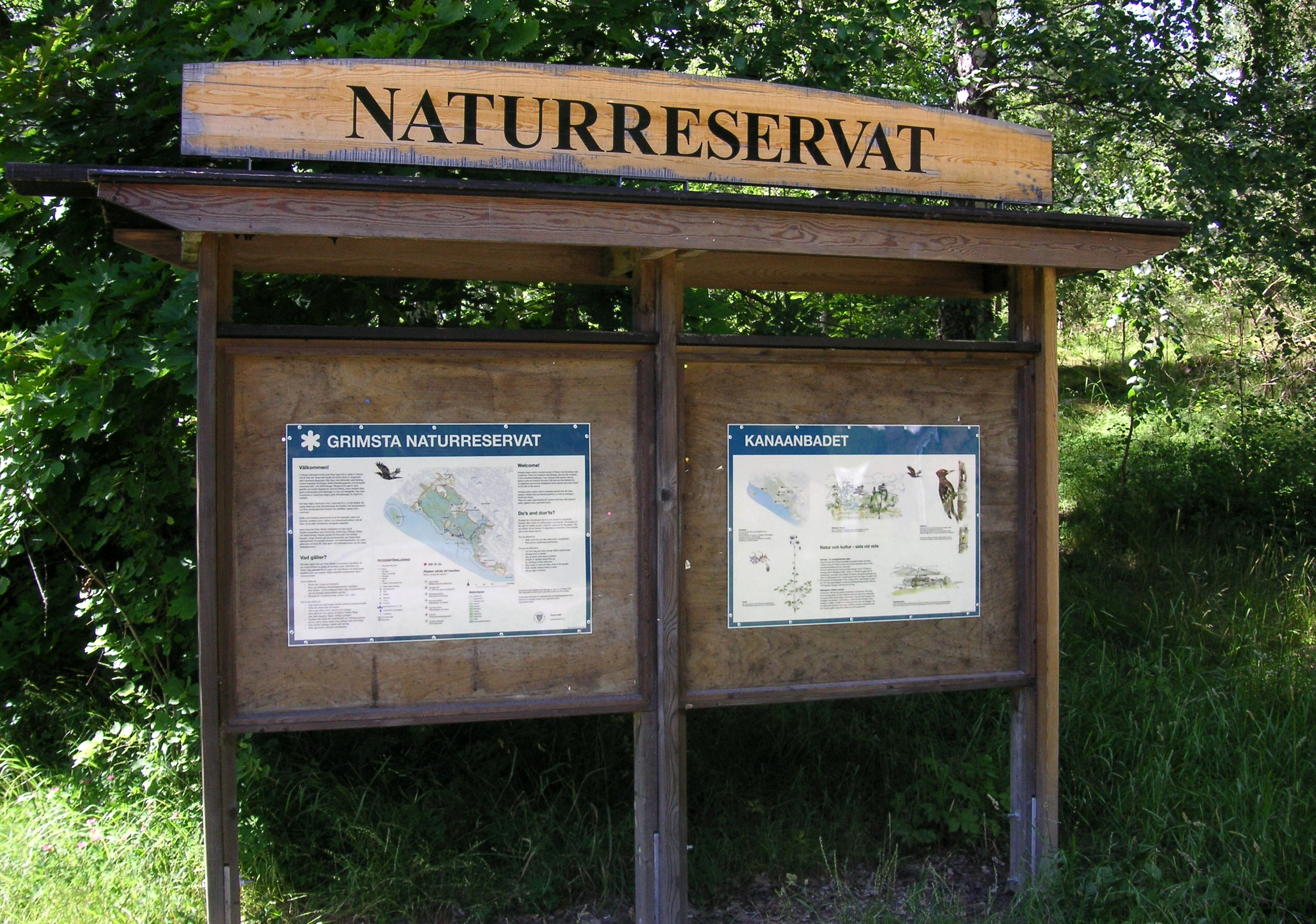
En informationstavla för Grimsta naturreservat.